# Ameletus amador
Ameletus amador is een haft uit de familie Ameletidae. De wetenschappelijke naam van de soort is voor het eerst geldig gepubliceerd in 1939 door Mayo.
De soort komt voor in het Nearctisch gebied.